# Paracheilinus lineopunctatus
 Paracheilinus lineopunctatus és una espècie de peix de la família dels làbrids i de l'ordre dels perciformes.

## Morfologia
Els mascles poden assolir els 6,5 cm de longitud total.

## Distribució geogràfica
Es troba a les Filipines.